# بوغي مان 3 (فلم)
بوغي مان أو البعبع 3 (بالإنجليزية: Boogeyman 3) هو فيلم رعب تم إنتاجه في الولايات المتحدة وصدر سنة 2008 بطولة إيرين كاهيل وتشاك هيتينجر, وهو الجزء الثالث من سلسلة أفلام «بوغي مان».

## القصة
تحاول إحدى الطالبا اقناع زملائها بوجود شبح بالمكان في الوقت الذي يطلع فيه أودري على مذكلارات والده الطبيبي النفسي حيث يذكر فيها وجود شبح فيتوجه إلى قاعة الجامعة محاولا البحث برفقة صديقته طالبة علم النفس سارة موريس حول حقيقة ذلك الشبح.

## وصلات خارجية
مقالات تستعمل روابط فنية بلا صلة مع ويكي بيانات